# 69 Ceti
69 Ceti, som är stjärnans Flamsteed-beteckning, är en ensam stjärna belägen i den norra delen av stjärnbilden Valfisken. Den har en skenbar magnitud på 5,29 och är svagt synlig för blotta ögat där ljusföroreningar ej förekommer. Baserat på parallaxmätning inom Hipparcosuppdraget på ca 3,8 mas, beräknas den befinna sig på ett avstånd på ca 860 ljusår (ca 260 parsek) från solen. Den rör sig bort från solen med en heliocentrisk radialhastighet på ca 27 km/s.

## Egenskaper
69 Ceti är en orange till röd jättestjärna av spektralklass M1/2 III. Den har en radie som är ca 100 solradier och utsänder från dess fotosfär ca 1 800 gånger mera energi än solen vid en effektiv temperatur av ca 3 800 K.